# The Hits of Cher
The Hits of Cher es el primer extended play lanzado por la cantante y actriz estadounidense Cher. El EP fue lanzado exclusivamente para Reino Unido en el año 1966, bajo la disquera de Liberty Records. Lamentablemente no alcanzó un notorio desempeño comercial; únicamente logró posicionarse en el último lugar del conteo de ventas de EP del mencionado país durante solo una semana. En la portada puede verse a la intérprete sonriendo con letras grandes de color verde que señalan el título. Asimismo contiene algunas de las canciones más relevantes de ella para entonces, tales como «All I Really Want To Do» y «Bang Bang (My Baby Shot Me Down)».

## Canciones
| Lado A |                                    |              |          |  |
| N.º    | Título                             | Escritor(es) | Duración |  |
| 1.     | «Bang Bang (My Baby Shot Me Down)» | Sonny Bono   | 2:50     |  |
| 2.     | «Where Do You Go»                  | Sonny Bono   | 3:21     |  |

| Lado B |                               |              |          |  |
| N.º    | Título                        | Escritor(es) | Duración |  |
| 1.     | «All I Really Want to Do»     | Bob Dylan    | 3:06     |  |
| 2.     | «I Feel Something In The Air» | Sonny Bono   | 3:51     |  |

Fuente:

## Posición
| Lista                   | Mejor posición |
| ----------------------- | -------------- |
| Reino Unido (EP Top 10) | 10             |